# Arçon
Arçon är en kommun i departementet Doubs i regionen Bourgogne-Franche-Comté i östra Frankrike. Kommunen ligger i kantonen Montbenoît som tillhör arrondissementet Pontarlier. År 2022 hade Arçon 955 invånare.

## Befolkningsutveckling
Antalet invånare i kommunen Arçon
Referens:INSEE